# Хорперат
Хорперат (њем. Horperath) општина је у њемачкој савезној држави Рајна-Палатинат. Једно је од 109 општинских средишта округа Вулканајфел. Према процјени из 2010. у општини је живјело 126 становника. Посједује регионалну шифру (AGS) 7233216.

## Географски и демографски подаци
Хорперат се налази у савезној држави Рајна-Палатинат у округу Вулканајфел. Општина се налази на надморској висини од 470 метара. Површина општине износи 2,4 km². У самом мјесту је, према процјени из 2010. године, живјело 126 становника. Просјечна густина становништва износи 52 становника/km².

## Међународна сарадња
| Мјесто | Држава    | Врста сарадње | Од    |
| ------ | --------- | ------------- | ----- |
|        | Француска | партнерство   | 1996. |
| Извор  |           |               |       |